# Kinga Majchrzak-Kuligowska
Kinga Majchrzak-Kuligowska – polska lekarz weterynarii, doktor habilitowany nauk rolniczych, adiunkt w Szkole Głównej Gospodarstwa Wiejskiego w Warszawie, specjalistka od immunologii nowotworów oraz immunologii weterynaryjnej.

## Kariera naukowa
W 2008 roku na Wydziale Medycyny Weterynaryjnej Szkoły Głównej Gospodarstwa Wiejskiego w Warszawie uzyskała tytuł lekarza weterynarii. W 2012 roku na tym samym wydziale uzyskała stopień doktora nauk weterynaryjnych na podstawie rozprawy pt. Ekspresja i rola greliny w gruczolakoraku gruczołu sutkowego suki, której promotorem był Tomasz Motyl. W tym samym roku została zatrudniona na tejże uczelni, a w 2019 roku uzyskała na niej stopień doktora habilitowanego nauk weterynaryjnych na podstawie pracy pt. Modyfikacje szlaków sygnałowych, czynników transkrypcyjnych oraz cząsteczek powierzchniowych limfocytów T w celu zwiększenia aktywności przeciwnowotworowej.